# Nauki Sylwana
Nauki Sylwana – gnostycki utwór z Nag Hammadi (NHC VII,4). Treść ma charakter mądrościowo-ascetyczny, a więc pismo to mogło być czytane zarówno w kręgach gnostyckich jak i monastycznych.